# Zapasy na Letnich Igrzyskach Olimpijskich 1932
Zapasy na Letnich Igrzyskach Olimpijskich 1932 w Los Angeles odbyły się po raz ósmy w historii olimpiad. Zawodnicy zmagali się w 14 kat. wagowych (7 w stylu klasyczym i 7 w stylu wolnym). Startowali tylko mężczyźni. W tabeli medalowej tryumfowali zapaśnicy ze Szwecji. 

## Styl klasyczny
| Kat. wagowa               |                  |                  |                  |
| ------------------------- | ---------------- | ---------------- | ---------------- |
| Waga kogucia (- 56 kg)    | Jakob Brendel    | Marcello Nizzola | Louis François   |
| Waga piórkowa (- 61 kg)   | Giovanni Gozzi   | Wolfgang Ehrl    | Lauri Koskela    |
| Waga lekka (- 66 kg)      | Erik Malmberg    | Abraham Kurland  | Eduard Sperling  |
| Waga półśrednia (- 72 kg) | Ivar Johansson   | Väinö Kajander   | Ercole Gallegati |
| Waga średnia (- 79 kg)    | Väinö Kokkinen   | Jean Földeák     | Axel Cadier      |
| Waga półciężka (- 87 kg)  | Rudolf Svensson  | Onni Pellinen    | Mario Gruppioni  |
| Waga ciężka (+ 87 kg)     | Calle Westergren | Josef Urban      | Nikolaus Hirschl |

## Styl wolny
| Kat. wagowa               |                      |                |                    |
| ------------------------- | -------------------- | -------------- | ------------------ |
| Waga kogucia (- 56 kg)    | Robert Pearce        | Ödön Zombori   | Aatos Jaskari      |
| Waga piórkowa (- 61 kg)   | Hermanni Pihlajamäki | Edgar Nemir    | Einar Karlsson     |
| Waga lekka (- 66 kg)      | Charles Pacôme       | Károly Kárpáti | Gustaf Klarén      |
| Waga półśrednia (- 72 kg) | Jack van Bebber      | Danny McDonald | Eino Aukusti Leino |
| Waga średnia (- 79 kg)    | Ivar Johansson       | Kyösti Luukko  | József Tunyogi     |
| Waga półciężka (- 87 kg)  | Peter Mehringer      | Thure Sjöstedt | Eddie Scarf        |
| Waga ciężka (+ 87 kg)     | Johan Richthoff      | Jack Riley     | Nikolaus Hirschl   |

## Tabela medalowa
| Poz. | Państwo           |   |   |   | Łącznie |
| ---- | ----------------- | - | - | - | ------- |
| 1    | Szwecja           | 6 | 1 | 3 | 10      |
| 2    | Stany Zjednoczone | 3 | 2 | 0 | 5       |
| 3    | Finlandia         | 2 | 3 | 3 | 8       |
| 4    | Rzesza Niemiecka  | 1 | 2 | 1 | 4       |
| 5    | Włochy            | 1 | 1 | 2 | 4       |
| 6    | Francja           | 1 | 0 | 1 | 2       |
| 7    | Węgry             | 0 | 2 | 1 | 3       |
| 8    | Kanada            | 0 | 1 | 0 | 1       |
| 8    | Dania             | 0 | 1 | 0 | 1       |
| 8    | Czechosłowacja    | 0 | 1 | 0 | 1       |
| 11   | Austria           | 0 | 0 | 2 | 2       |
| 12   | Australia         | 0 | 0 | 1 | 1       |